# The McCartney Years
The McCartney Years es un triple DVD del músico británico Paul McCartney, publicado por Rhino en noviembre de 2007. El set contiene videos musicales, interpretaciones en directo y material inédito de la carrera en solitario de Paul McCartney, trasladándose desde los años 1970 a 2005.
Los primeros dos discos contienen videos promocionales, desde "Maybe I'm Amazed", de 1970, hasta "Fine Line", de 2005. A modo de contenido adicional, se incluyen en ambos discos el documental del álbum Chaos and Creation in the Backyard, titulado Creating Chaos at Abbey Road, un cortometraje sobre el álbum Band on the Run y comentarios del propio McCartney.
El tercer y último disco incluye siete canciones del largometraje de 1980 Rockshow, interpretadas durante su etapa con Wings, una nueva edición de la aparición de McCartney en MTV Unplugged y once temas del concierto ofrecido por McCartney en el Festival de Glastonbury en 2004, como parte de su gira  '04 Summer Tour.
Otros elementos incluidos en el set son su aparición en el concierto de 1985 Live Aid, su intervención en el intermedio de la Superbowl XXXIX y entrevistas con Melvyn Bragg y Michael Parkinson.
El 30 de octubre de 2007, Paul McCartney estrenó el video promocional de The McCartney Years en el portal YouTube.

## Lista de canciones

### Disco uno
1. "Tug of War"
2. "Say Say Say"
3. "Silly Love Songs"
4. "Band on the Run"
5. "Maybe I'm Amazed"
6. "Heart of the Country"
7. "Mamunia"
8. "With a Little Luck"
9. "Goodnight Tonight"
10. "Waterfalls"
11. "My Love"
12. "C Moon"
13. "Baby's Request"
14. "Hi Hi Hi"
15. "Ebony and Ivory"
16. "Take it Away"
17. "Mull of Kintyre"
18. "Helen Wheels"
19. "I've Had Enough"
20. "Coming Up"
21. "Wonderful Christmastime"

Extras
- "Junior's Farm"
- "Band on the Run" (version 2)
- "London Town"
- "Mull of Kintyre" (version 2)
- "Excerpts from the South Bank Show"

### Disco dos
1. "Pipes of Peace"
2. "My Brave Face"
3. "Beautiful Night"
4. "Fine Line"
5. "No More Lonely Nights"
6. "This One"
7. "Little Willow"
8. "Pretty Little Head"
9. "Birthday" (live)
10. "Hope of Deliverance"
11. "Once Upon a Long Ago"
12. "All My Trials"
13. "Brown-Eyed Handsome Man"
14. "Press"
15. "No Other Baby"
16. "Off the Ground"
17. "Biker Like an Icon"
18. "Spies Like Us"
19. "Put it There"
20. "Figure of Eight"
21. "C'Mon People"

Extras
- Excerpts from Parkinson
- "So Bad"
- "Chaos and Creation at Abbey Road"

### Disco tres
Rockshow
1. "Venus and Mars"
2. "Rockshow"
3. "Jet"
4. "Maybe I'm Amazed"
5. "Lady Madonna"
6. "Listen to What the Man Said"
7. "Bluebird"

MTV Unplugged
1. "I Lost My Little Girl"
2. "Every Night"
3. "And I Love Her"
4. "That Would Be Something"

Glastonbury
1. "Jet"
2. "Flaming Pie"
3. "Let Me Roll It"
4. "Blackbird"
5. "Band on the Run"
6. "Back in the U.S.S.R."
7. "Live and Let Die"
8. "Hey Jude"
9. "Yesterday"
10. "Helter Skelter"
11. "Sgt. Pepper's Lonely Hearts Club Band"

Extras
- Live Aid performance

1. "Let It Be"

- Super Bowl XLV Halftime Performance

1. "Drive My Car"
2. "Get Back"
3. "Hey Jude"
4. "Live And Let Die"